# 71e brigade d'infanterie (Empire allemand)
Pour les articles homonymes, voir 71e brigade.
La 71e brigade d'infanterie est une grande unité de l'armée prussienne.

## Organisation

### Composition
- 5e régiment de grenadiers à Dantzig
- 128e régiment d'infanterie (de) à Dantzig et le 3e bataillon à Neufahrwasser

#### Composition le 25 mars 1918
- 5e régiment de grenadiers
- 128e régiment d'infanterie
- 175e régiment d'infanterie
- 64e détachement de mitrailleuses
- 4e escadron du 5e régiment de hussards (de)

### Affectations
Comme les 4e (demi-)bataillons n'ayant pas fait leurs preuves, une proposition de modification du commandement de l'armée présentée par le gouvernement impérial est acceptée en août 1896. Dans chaque corps d'armée, une nouvelle brigade d'infanterie doit être mise sur pied le 1er avril 1897. Chaque division doit former un régiment de 8 compagnies à partir des demi-bataillons.
Dans le cadre du 17e corps d'armée, la 87e brigade d'infanterie est créée pour la 35e division d'infanterie et se compose du 175e régiment d'infanterie et du 176e régiment d'infanterie. Des régiments de la 71e brigade d'infanterie forme le 1er bataillon du 176e régiment, dont la garnison est à Neufahrwasser.

## Histoire

### Fondation
La loi du 27 janvier 1890 prépare également la séparation de la Prusse-Occidentale et de la Prusse-Orientale sur le plan militaire. Elle stipule qu'à partir du 1er avril 1890, l'ensemble des forces armées de l'Empire allemand doit être composé de vingt corps d'armée.
L'A.K.O. du 1er février qui en découle stipule : "Les 16e et 17e corps d'armée doivent être reconstitués. Ce dernier rejoint la première inspection de l'armée et comprend, du point de vue militaire, le territoire des districts de l'armée : Schlawe, Stolp, Konitz, Thorn, Graudenz, Dantzig, Preußisch Stargard, Neustadt, Osterode, Deutsch Eylau et Marienbourg.
La 71e brigade d'infanterie est créée pour les 3e et 128e régiments d'infanterie, le 1er avril 1890, en tant que composante de la 36e division d'infanterie, également nouvellement créée. Elle prend la place à Dantzig de la 4e brigade d'infanterie (de) créée le 29 avril 1852 et transférée à Königsberg.

### Garnison

Armoiries de la ville

Le commandement est à Dantzig.

### Dissolution
Au cours de la démobilisation provoquée par le traité de Versailles, la brigade est dissoute en 1919.

### Commandants
| Grade        | Nom                       | Date                            |
| ------------ | ------------------------- | ------------------------------- |
| Generalmajor | Eduard Michaelis          | 1er avril au 11 août 1890       |
| Generalmajor | Viktor von Aigner         | 12 août 1890 au 15 mai 1891     |
| Generalmajor | Friedrich Metzler (de)    | 16 mai 1891 au 13 mai 1894      |
| Generalmajor | Louis von Heydebreck (de) | 16 mai 1894 au 16 avril 1897    |
| Generalmajor | Karl von Rodewald (de)    | 17 avril 1897 au 14 juin 1898   |
| Generalmajor | Richard Fritsch           | 15 juin 1898 au 16 octobre 1899 |
| Generalmajor | Günther von Kirchbach     | 17 octobre 1899 au 21 mars 1903 |
| Generalmajor | Alfred von Briesen        | 22 mars 1903 au 15 octobre 1906 |
| Generalmajor | Paul Oldenburg            | 16 octobre 1906 au 21 mars 1910 |
| Generalmajor | Erwin von Kleist          | 22 mars au 5 avril 1910         |
| Generalmajor | Bruno von Wühlisch        | 5 avril 1910 au 21 avril 1912   |
| Generalmajor | Kurt Kruge                | 22 avril 1912 au 1er août 1914  |
| Generalmajor | Lutz von Dewitz           | 2 août 1914 au 4 septembre 1917 |
| Generalmajor | Otto von Trautmann        | 5 septembre au 8 décembre 1917  |
| Generalmajor | Eduard Weidtmann          | 9 décembre 1917 à 1919          |

### Commandant de la brigade d'infanterie adjointe
| Grade           | Name                    | Date                       |
| --------------- | ----------------------- | -------------------------- |
| Generalleutnant | Klaus von Bismarck (de) | 2 août 1914 au 19 mai 1918 |
| Generalmajor    | Bruno Trommer (de)      | 20 mai 1918                |